# Carnet de santé foireuse
Carnet de santé foireuse est un album de bande dessinée de Pozla publiée en 2015 chez Delcourt. L'auteur y rencontre son rapport avec la maladie de Crohn décelée tardivement.
Le dessin y est principalement à l'encre noire mais comporte quelques mises en couleurs.
Cet album obtient le Prix spécial du jury du festival d'Angoulême de 2016.